# Kidung Abadi
«Kidung Abadi» —en español: «Balada eterna»— es una canción compuesta por el equipo de padre e hija Erwin y Gita Gutawa para el concierto de Kidung Abadi Chrisye. Este se celebró el 5 de abril de 2012, para conmemorar el quinto aniversario de la muerte de Chrisye. La canción fue creada durante un período de tres meses por parte de las sílabas de empalme de las voces previamente grabada por Chrisye. En el concierto, empalmado de imágenes en blanco y negro de Chrisye, fue mostrado sincronizando los labios mientras la orquesta de Erwin realizaba la música. Recibió reseñas positivas: el público le dio una ovación ruidosa, mientras que los críticos alabaron su letra, y lo describieron como una de las mejores partes del concierto.

## Antecedentes
Chrisye tuvo una carrera de cuarenta años en la industria de la música de Indonesia. Comenzó como un bajista con Sabda Nada antes de su primera temporada como vocalista en el álbum independiente Guruh Gipsy (1976). Tras el éxito de la canción «Lilin-Lilin Kecil» («Velas pequeñas»; 1977) y el álbum Badai Pasti Berlalu (La tormenta pasará seguramente; 1977), comenzó una carrera en solitario con Musica Studios. Antes de su muerte de cáncer de pulmón el 30 de marzo de 2007, publicó diecinueve álbumes con Musica. En 2011, Rolling Stone Indonesia listó a Chrisye como el tercer mayor músico indonesio de todos los tiempos.
Hacia el quinto aniversario de su muerte, la viuda de Chrisye, Yanti Noor, el director Jay Subiyakto y el compositor Erwin Gutawa empezaron a colaborar para un concierto. Este se anunció el 29 de febrero de 2012 y fue comercializado como el cuarto concierto de Chrisye. Se celebró el 5 de abril de 2012 en el Plenary Hall del Jakarta Convention Centre y presentaba un holograma de Chrisye mientras cantaba con Once Mekel, Vina Panduwinata, Sophia Latjuba y la banda Gigi. Otra característica del concierto era «Kidung Abadi» («Balada eterna»).

## Composición y presentación

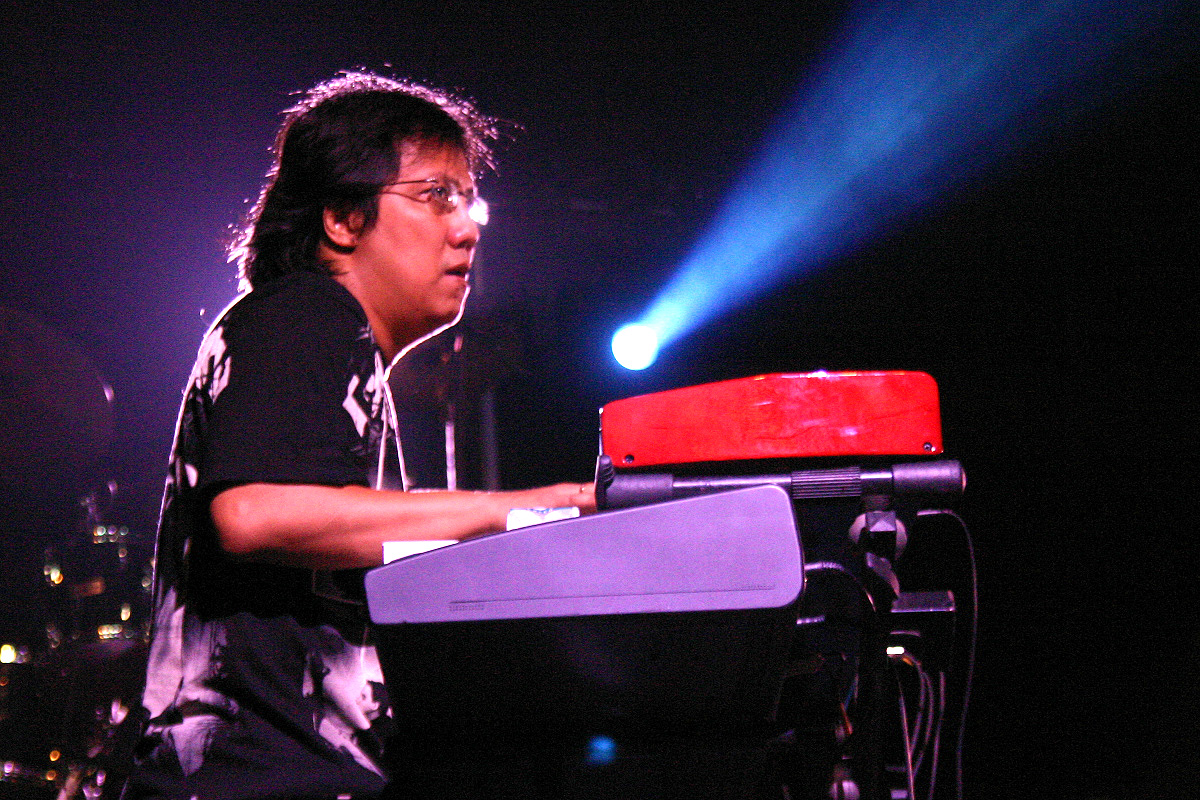
Erwin Gutawa se sentía culpable por no haber escrito ninguna de las canciones para Chrisye, a pesar de trabajar con el artista durante más de una década.

Erwin Gutawa, quien había colaborado previamente con Chrisye en cinco álbumes, compuso la canción. En una entrevista con The Jakarta Post dijo que se sentía culpable, ya que nunca compuso algo para Chrisye en el tiempo que habían trabajado juntos. Tenía la intención de hacer una nueva canción con la voz de Chrisye desde poco después de la muerte de este. La hija de Gutawa, Gita, escribió la letra ya que su padre solicitó escribirla como si Chrisye cantara acerca de haber muerto, pero sus canciones viven. Gita, quien también cantó en el concierto, sentía que debía algo a Chrisye ya que su primera etapa fue en su concierto de Dekade de 2003.
Para grabar la voz, el anciano Gutawa y un equipo de diez miembros de investigadores compilaron miles de sílabas de canciones antiguas de Chrisye, obtenidas de los másteres de grabación, en una base de datos. Algunas sílabas se mantuvieron inalteradas, mientras que otros se unieron para formar un solo sonido o más de uno; según Kompas, las sílabas «ku» en «Kidung Abadi» eran una amalgama de 1056 sílabas de «ku» en canciones anteriores de Chrisye. En definitiva, un total de 246 sílabas se combinaron en Pro Tools para formar la nueva canción; también se utilizó el programa para cambiar el tono de numerosas sílabas. Gutawa insertó pausas donde asumió que Chrisye se habría detenido si cantara la canción en la vida real; basó sus opciones en su experiencia anterior con Chrisye. Todo el proceso, desde la escritura a la grabación, tomó tres meses.
Inicialmente, la canción se interpretó en el concierto de Kidung Abadi como la penúltima del repertorio. Se superpuso sobre un vídeo en blanco y negro de Chrisye cantando, proyectada en una pantalla de 8 metros por 4 (26 pies por 13). Jay Subiyakto creó el vídeo,2 en la que se empalman archivando imágenes de Chrisye actuando. Los labios de Chrisye se sincronizaron para moverse en el tiempo con la voz. Subiyakto declaró que él no basó el trabajo en espectáculos extranjeros, y eligió en lugar de empezar desde cero. Una orquesta en directo proporcionó la música.

## Recepción
Eko Sutriyanto de Tribun la llamó una de las mejores partes del concierto,  aunque consideraba la sincronización «apagada». Frans Sartono para Kompas dijo que la canción era «conmovedora», y citó las líneas «See the times pass, I'm here and you're there... Though now I'm far from you, I'll keep singing. Hear my melody flow; this is for you» («Ver pasar los tiempos, estoy aquí y estás allí... Aunque ahora estoy lejos de ti, seguiré cantando. Oye mi flujo de melodía; esto es para ti»)3 reflejan el estilo único de Chrisye. La multitud de miles de personas le dio a la canción una ovación alborotada después de la actuación.